# Pleiocarpidia enneandra
Pleiocarpidia enneandra är en måreväxtart som först beskrevs av Robert Wight, och fick sitt nu gällande namn av Karl Moritz Schumann. Pleiocarpidia enneandra ingår i släktet Pleiocarpidia och familjen måreväxter. Inga underarter finns listade i Catalogue of Life.